# Баллимакуорд

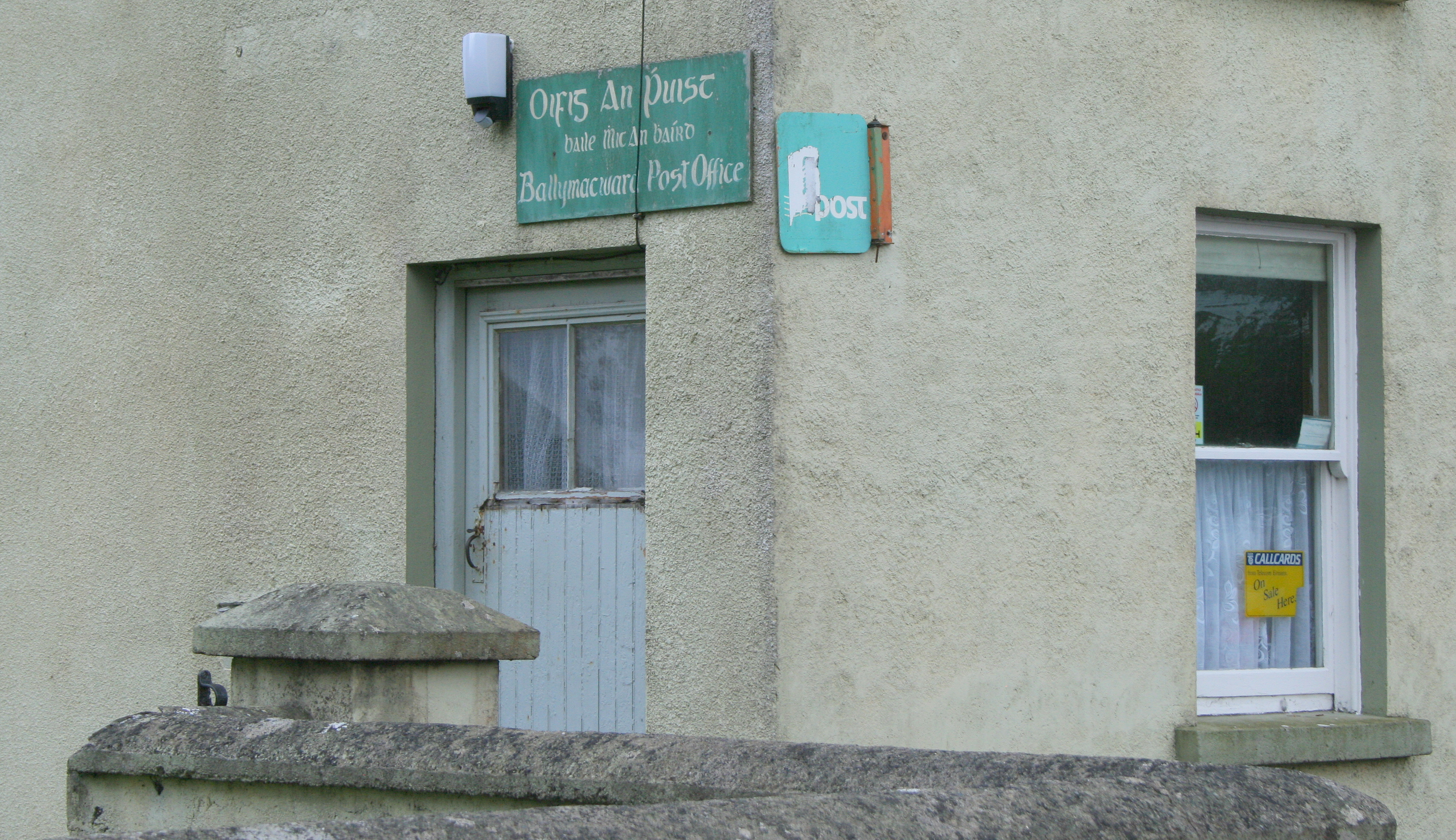
Баллимакуордское почтовое отделение

Баллимакуорд (Баллимакворд, Баллимакуард; англ. Ballymacward; ирл. Baile Mhic an Bhaird) — деревня Ирландии и община, находится на востоке графства Голуэй (провинция Коннахт), на юго-востоке волости Тайкуин (Tiaquin) на границе с волостью Килконнелл. Расположена на региональной дороге R359, в 10 милях от Баллинасло и примерно в 30 милях от города Голуэй.
В 4 км от Баллимакуорда находится железнодорожная станция Вудлон. Она была открыта 1 августа 1858 года и закрыта для перевозки товаров 2 июня 1978 года.